# Монгару
Монгару́, Монґару (фр. Montgaroult) — колишній муніципалітет у Франції, у регіоні Нормандія, департамент Орн. Населення — 380 осіб (2011).
Муніципалітет був розташований на відстані близько 185 км на захід від Парижа, 55 км на південь від Кана, 40 км на північний захід від Алансона.

## Історія
До 2015 року муніципалітет перебував у складі регіону Нижня Нормандія. Від 1 січня 2016 року належав до нового об'єднаного регіону Нормандія.
1 січня 2018 року Монгару, Гуле i Сантії було об'єднано в новий муніципалітет Мон-сюр-Орн.

## Демографія
Динаміка населення (INSEE ):
Розподіл населення за віком та статтю (2006):
| Стать | Всього | До 15 років | 15-24 | 25-44 | 45-64 | 65-85 | Понад 85 |
| --- | ------ | ----------- | ----- | ----- | ----- | ----- | -------- |
| Чоловіки | 184    | 62          | 16    | 54    | 36    | 12    | 4        |
| Жінки | 154    | 24          | 8     | 55    | 35    | 16    | 16       |
| \| Статево-вікова піраміда \| Статево-вікова піраміда \| Статево-вікова піраміда \| \| ----------------------- \| ----------------------- \| ----------------------- \| \| Чоловіки \| Вік \| Жінки \| \| 4 \| 85 + \| 16 \| \| 0 \| 80-84 \| 0 \| \| 0 \| 75-79 \| 4 \| \| 8 \| 70-74 \| 4 \| \| 4 \| 65-69 \| 8 \| \| 0 \| 60-64 \| 4 \| \| 12 \| 55-59 \| 0 \| \| 12 \| 50-54 \| 23 \| \| 12 \| 45-49 \| 8 \| \| 16 \| 40-44 \| 12 \| \| 19 \| 35-39 \| 12 \| \| 19 \| 30-34 \| 23 \| \| 0 \| 25-29 \| 8 \| \| 8 \| 20-24 \| 4 \| \| 8 \| 15-20 \| 4 \| \| 16 \| 10-14 \| 4 \| \| 19 \| 5-9 \| 4 \| \| 27 \| 0-4 \| 16 \| |        |             |       |       |       |       |          |
| Статево-вікова піраміда |        |             |       |       |       |       |          |
| Чоловіки | Вік    | Жінки       |       |       |       |       |          |
| 4 | 85 +   | 16          |       |       |       |       |          |
| 0 | 80-84  | 0           |       |       |       |       |          |
| 0 | 75-79  | 4           |       |       |       |       |          |
| 8 | 70-74  | 4           |       |       |       |       |          |
| 4 | 65-69  | 8           |       |       |       |       |          |
| 0 | 60-64  | 4           |       |       |       |       |          |
| 12 | 55-59  | 0           |       |       |       |       |          |
| 12 | 50-54  | 23          |       |       |       |       |          |
| 12 | 45-49  | 8           |       |       |       |       |          |
| 16 | 40-44  | 12          |       |       |       |       |          |
| 19 | 35-39  | 12          |       |       |       |       |          |
| 19 | 30-34  | 23          |       |       |       |       |          |
| 0 | 25-29  | 8           |       |       |       |       |          |
| 8 | 20-24  | 4           |       |       |       |       |          |
| 8 | 15-20  | 4           |       |       |       |       |          |
| 16 | 10-14  | 4           |       |       |       |       |          |
| 19 | 5-9    | 4           |       |       |       |       |          |
| 27 | 0-4    | 16          |       |       |       |       |          |

## Економіка
2010 року серед 233 осіб працездатного віку (15—64 років) 179 були активними, 54 — неактивними (показник активності 76,8%, у 1999 році було 73,6%). З 179 активних мешканців працювала 171 особа (93 чоловіки та 78 жінок), безробітними було 8 (4 чоловіки та 4 жінки). Серед 54 неактивних 13 осіб було учнями чи студентами, 25 — пенсіонерами, 16 були неактивними з інших причин.

У 2010 році в муніципалітеті числилось 147 оподаткованих домогосподарств, у яких проживали 381,0 особи, медіана доходів виносила 17 589 євро на одного особоспоживача